# Kertesi Ingrid
| Kertesi Ingrid                            | Kertesi Ingrid                                                  |
| Kattints az alábbi külső linkek egyikére! | Kattints az alábbi külső linkek egyikére!                       |
| ----------------------------------------- | --------------------------------------------------------------- |
| Nem található szabad kép.(?)              |                                                                 |
| külső link · jogvédett                    | 65 éves Kertesi Ingrid operaénekesnő. ATEMPO.sk 2022. január 1. |

Kertesi Ingrid (Budapest, 1957. január 1. ) Liszt Ferenc-díjas magyar opera-énekesnő (szoprán), érdemes és kiváló művész, a Halhatatlanok Társulatának örökös tagja.

## Életpályája
Tizenkilenc évesen kezdte a Zeneakadémiát – előtte nyolc évig csellózni tanult, majd Sziklay Erika növendékeként 1986-ban diplomázott. Még abban az évben szerződtette az Operaház, ahol magánénekesként egyre fontosabb szerepekhez jutott. Több nemzetközi énekverseny díjazottja. 1987-ben a bécsi Volksoperben, 1988–1990 között a berlini Komische Operben lépett fel.  Nagyon szereti a barokk zenét, az oratóriumokat, miséket, kantátákat. Számos versenyen vett részt, és ott szerepelt a győztesek között: Lipcse (1984), Barcelona (1985), a németországi Gütersloh (1988). 
Rendszeresen vendégszerepel  külföldi operaházakban és oratóriumesteken: Bécsben, Berlinben, Grazban, Lugenben, Amsterdamban, Bregenzben, Párizsban, Strassburgban, Veronában és másutt énekelt főszerepeket – nagy sikerrel. Az 1997-1998-as évadban a düsseldorfi opera szerződtette, emellett a Magyar Állami Operaházban is énekelt. A Törley Szalon oszlopos tagja.
Számos lemeze jelent meg a BMG, a Naxos és a Hungaroton kiadásában. Magyarországon a szimfonikus zenekarok kedvelt szólistája, a koncertpódiumok keresett énekművésze. A Magyar Televízió 1996-ban közel egyórás portréfilmet készített róla.

## Főbb szerepei
- Erkel: Bánk bán – Melinda
- Verdi: Rigoletto – Gilda
- Verdi: Az álarcosbál – Oszkár
- Donizetti: Szerelmi bájital – Adina
- Donizetti: Lammermoori Lucia – Lucia
- Ránki: Pomádé király új ruhája – Dzsufi
- Mozart: Szöktetés a szerájból – Blonde
- Offenbach: Hoffmann meséi – Olympia
- Händel: Xerxész – Romilda
- Vajda János: Karnyóné – Tünde

## Szinkronszerepei
| Év   | Cím                                       | Szereplő                                | Szinkronhang    | Szinkron év |
| ---- | ----------------------------------------- | --------------------------------------- | --------------- | ----------- |
| 1951 | Alice csodaországban                      | Tátika                                  | Queenie Leonard | 1992        |
| 1958 | Csipkerózsika (2. magyar szinkron)        | Csipkerózsika (ének) (+ Bertalan Ágnes) | Mary Costa      | 1995        |
| 1968 | Asterix és Kleopátra (1. magyar szinkron) | Kleopátra (ének) (+ Hűvösvölgyi Ildikó) | Micheline Dax   | 1987        |
| 1968 | Asterix és Kleopátra (1. magyar szinkron) | Előadó                                  | N/A             | 1987        |
| 1986 | Egérmese                                  | Előadó                                  | Linda Ronstadt  | 1991        |

## Díjai
- lipcsei Nemzetközi Bach Énekverseny 2. helyezettje (1984)
- a gütersloh-i "Új Hangok" Énekverseny győztese (1987)
- Bartók–Pásztory-díj (1992)
- Juventus-díj – a Magyar Állami Operaház legjobb fiatal énekese (1992)
- Liszt Ferenc-díj (1994)
- Artisjus-díj (2000, 2004)
- Érdemes művész (2001)
- Kiváló művész (2015)
- Örökös tag a Halhatatlanok Társulatában (2015)
- Cornelius-díj (2015)
- Törökbálint díszpolgára (2018)
- A Magyar Érdemrend tisztikeresztje (2021)[2]
- A Magyar Állami Operaház örökös tagja (2021)[3]